# 会津若松 - 郡山 - いわき線
会津若松 - 郡山 - いわき線（あいづわかまつ - こおりやま - いわきせん）は福島県会津若松市・郡山市・田村郡小野町・いわき市を相互に結ぶ高速バス路線。

## 概要
1969年7月に開設された国道49号を経由する特急バスが前身。特急バス時代は新常磐交通の前身である常磐交通が「スワン号」として2階建車両も運行していた。磐越自動車道の会津若松〜いわきJCT間の開通に伴い、高速道経由に切り替えられた。高速バス化した当初は1時間ヘッド、郡山を境とする区間運転も早朝夜間に限られていたが、現在はおおむね20〜40分おきに運行している。2004年ごろ、桜交通が会津若松〜郡山間（会津若松地区の経路が会津アピオ内や会津大学を経由するなど若干異なる）の高速バスに新規参入した。桜交通が撤退するまで激しい競争が繰り広げられた。運行本数の増加がもっとも著しいのはこの時期である。
2025年4月1日のダイヤ改正により、会津若松 - いわき間の直通便の運行は終了し、会津若松 - 郡山便と郡山 - いわき便に分かれての運行となった。

## 運行会社
- 会津乗合自動車（若松営業所） ※会津若松 - 郡山便のみ運行
- 福島交通（福島支社・郡山支社）
- 新常磐交通（いわき中央営業所） ※郡山 - いわき便のみ運行

各社ともトイレなしの車両が使用されるが、車両整備等の都合で、長距離路線用のトイレ付き車両が充当されることがある。

## 運行経路

### 会津若松 - 郡山便
芦ノ牧丸峰前（※1） - 芦の牧温泉駅入口（※1） - 運動公園前（※1） - / 東山グランドホテル（※2） - 原瀧駐車場（※2） - 御宿東鳳（※2） - 会津武家屋敷前（※2） - 鶴ヶ城・合同庁舎前 - <国道118号> - 神明通り - 若松バスターミナル（若松行は会津若松駅前） - 北柳原 - <国道49号・国道121号> - 会津アピオ入口 - <会津若松IC - 磐越自動車道・東北自動車道 - 郡山IC - 国道49号> - コパル前 - 第六中学校 - 桑野三丁目 - 郡山女子大学 - 郡山市役所 - 安積黎明高校 - 虎丸 - 郡山駅前

### 郡山 - いわき便
郡山駅前 - <国道288号 - 郡山東IC - 磐越自動車道> - 小野インター - <磐越自動車道・常磐自動車道> - いわき好間 → いわき中央インター - 叶田団地入口 - 平中町 - いわき駅前 - 平競輪場前 - 上荒川 - 温泉神社（※3） - ハワイアンズ（※3） - 支所入口（※到着便のみ）（※4） - 小名浜（※4）
- （※1）芦の牧温泉発着は1日1往復（会津）。
- （※2）東山温泉発着は1日1往復（会津・福交各0.5）のみ。なお、12月1日 - 3月31日は東山グランドホテル、原瀧駐車場の各バス停、12月1日 - 2月1日は御宿東鳳バス停がそれぞれ休止となる。
- （※3）（※4）ハワイアンズ発着・小名浜発着は運休中。
- 会津若松地区・郡山地区・いわき地区それぞれのエリア内のみの乗車はできない（クローズドドアシステム）。但し、芦の牧温泉発着便に限り若松駅前 - 芦の牧温泉間（途中バス停含む）の利用可能。
  - いわき地区各バス停からは小野インター以西で降車可能。
  - 小野インターからは両方向で降車可能。
  - 郡山地区からは会津若松地区・小野インター・いわき地区で降車可能。
  - 会津若松地区からは郡山地区以東で降車可能。

## 運行回数
2025年4月1日現在の3社合計の1日あたりの運行回数。
- 会津若松 - 郡山間：平日22往復・土日祝日16往復
- 郡山 - いわき間：平日17往復・土日祝日13往復

## 歴史
- 1969年（昭和44年）7月10日 - 特急バス「平〜郡山〜会津若松線」を新設。国道49号経由。
- 1983年（昭和58年）3月20日 - 全国で初めて定期路線に2階建てバスを投入。「スワン号」として運行する。
- 1996年（平成8年）1月20日 - 磐越自動車道経由に路線変更、高速バスとなる。会津若松〜郡山間9往復、郡山〜いわき間14往復、うち直行便8.5往復。「スワン号」を廃止。
- 2000年（平成12年）4月1日 - 増便（会津若松〜郡山間、郡山〜いわき間とも1日15往復、うち直行便13.5往復）。
- 2001年（平成13年）12月1日 - 増便（会津若松〜郡山間、郡山〜いわき間とも1日18往復、うち直行便15.5往復）。会津若松市内の若松駅前〜合同庁舎若女前（のちに鶴ヶ城合同庁舎前に改称）間を延長、郡山市内に「桑野三丁目」、「郡山市役所」各バス停を追加。
- 2002年（平成14年）10月1日 - 増便（会津若松〜郡山間1日22往復、郡山～いわき間1日20往復、うち直行便15.5往復）。
- 2005年（平成17年）10月1日 - 「小野インター」バス停新設。会津若松〜いわき直行便のみ停車。
- 2006年（平成18年）7月1日 - 「上荒川」バス停新設。小野インター停留所に全便停車。
- 2007年（平成19年）10月1日 - 時刻改正。いわき発早朝時間帯のパターンダイヤ化。
- 2010年（平成22年）3月25日 - 郡山市内で経路変更。「郡山女子大学」「安積黎明高校」各バス停を追加、「桑野三丁目」バス停をうねめ通り沿いから国道49号沿いに移設。
- 2011年（平成23年）
  - 3月17日 - 同年3月11日に発生した東北地方太平洋沖地震の影響により運休していたが、この日より福島交通・会津乗合自動車の2社が若松駅前〜郡山駅前間で運行を再開（1日12往復）。途中停留所には停車しない[1]。
  - 3月20日 - この日より新常磐交通がいわき駅〜郡山駅前間で運行を再開（1日6往復）。途中停留所には停車しない[2]。
  - 3月24日 - この日よりいわき〜郡山線が小野インターの停車を再開[3]。
  - 4月1日 - この日より増便。いわき〜郡山線（福島交通が運行を再開）1日8往復、郡山〜若松線1日24往復となる。途中バス停での乗降扱いも再開[4][5]。
  - 4月11日 - この日よりいわき〜郡山線が1日11往復に増便[6]。
  - 4月15日 - この日よりいわき〜郡山線の「上荒川」停留所が再開[7]。
  - 4月28日 - この日より通常運行に復旧[8]。
- 2012年（平成24年）10月1日 - 一部便を「東山温泉（武家屋敷前）」まで延長。ダイヤを平日用と土日休日用の二本立てとする。
- 2014年（平成26年）4月1日 - 「平競輪場前」バス停を新設。運賃を改定[9]。
- 2015年（平成27年）4月1日 - 一部便を「東山グランドホテル」まで延伸（「東山温泉（武家屋敷前）」バス停は「会津武家屋敷前」と改称）[10]。
- 2016年（平成28年）4月1日 - 会津若松〜郡山、郡山〜いわき間の区間便において、乗継乗車券をバス車内で発売開始[11][12]。
- 2017年（平成29年）7月1日 - 常磐自動車道4車線化工事に伴い、いわき中央インターのりばと第1・第2駐車場が閉鎖。これに伴い「好間一小」停留所および無料駐車場（第4駐車場）を新設。なお、いわき中央インターおりばは存続となる[13][14][15]。
- 2018年（平成30年）6月15日 - 一部便を「ハワイアンズ」及び「小名浜」まで延伸[16]。
- 2020年（令和2年）4月29日 - 新型コロナウイルスの影響により、この日より当面の間、土休日のみ一部便を運休するとともに、いわき発着便全便を上荒川発着とする[17]。
- 2022年（令和4年）4月1日 - 常磐自動車道4車線化工事完了に伴い、いわき中央インターのりば（および第1・第2駐車場）の利用を再開、好間一小バス停（および第4駐車場）を廃止[18][19]。
- 2024年（令和6年）12月1日 - 一部便を「芦の牧温泉」に延伸[20]。
- 2025年（令和7年）4月1日 - 会津若松 - 郡山 - いわき間の直通便の運行を終了。平日日中を中心に減便[21][22][23]。

## 使用車両画像

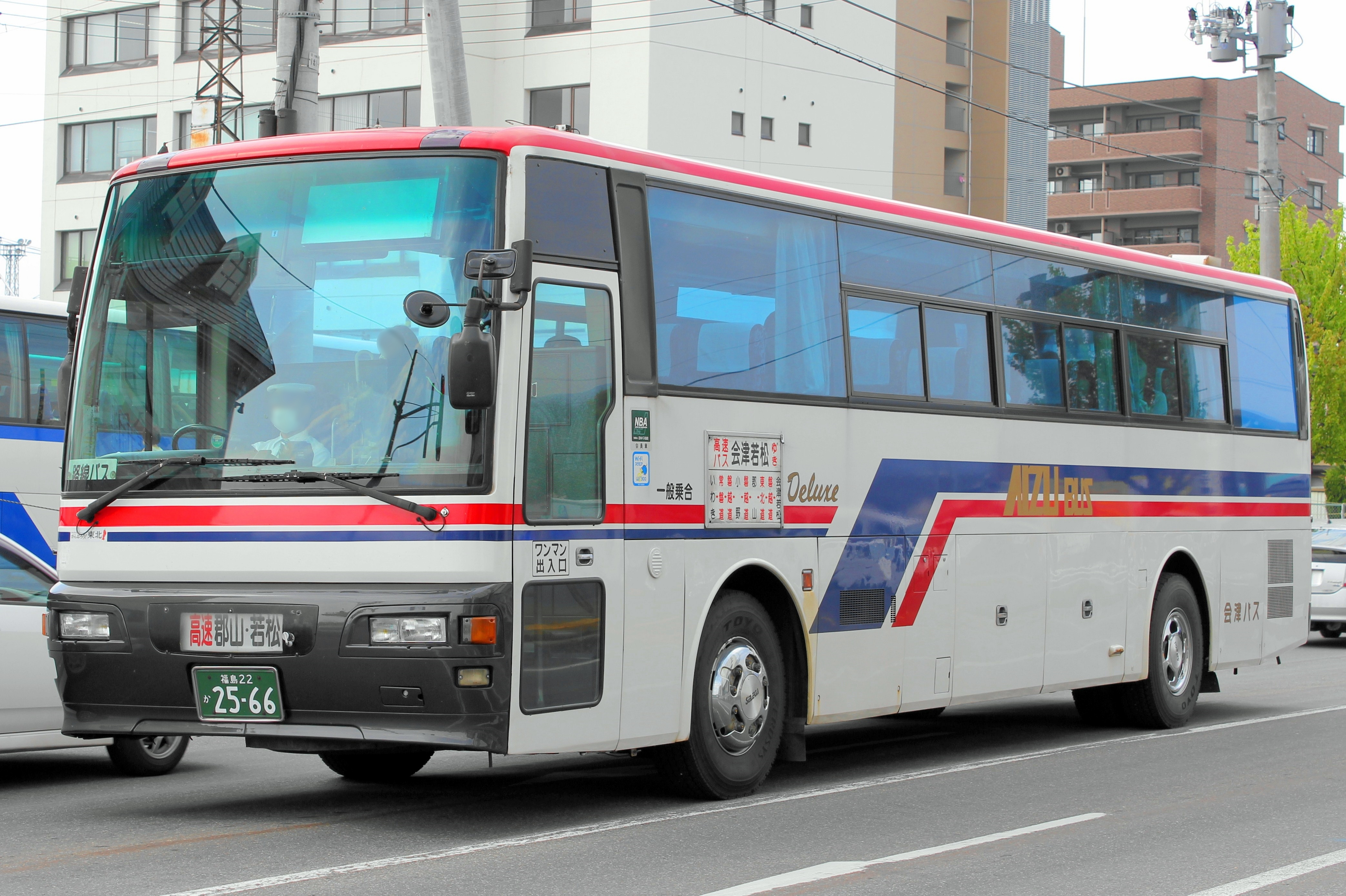
会津乗合自動車
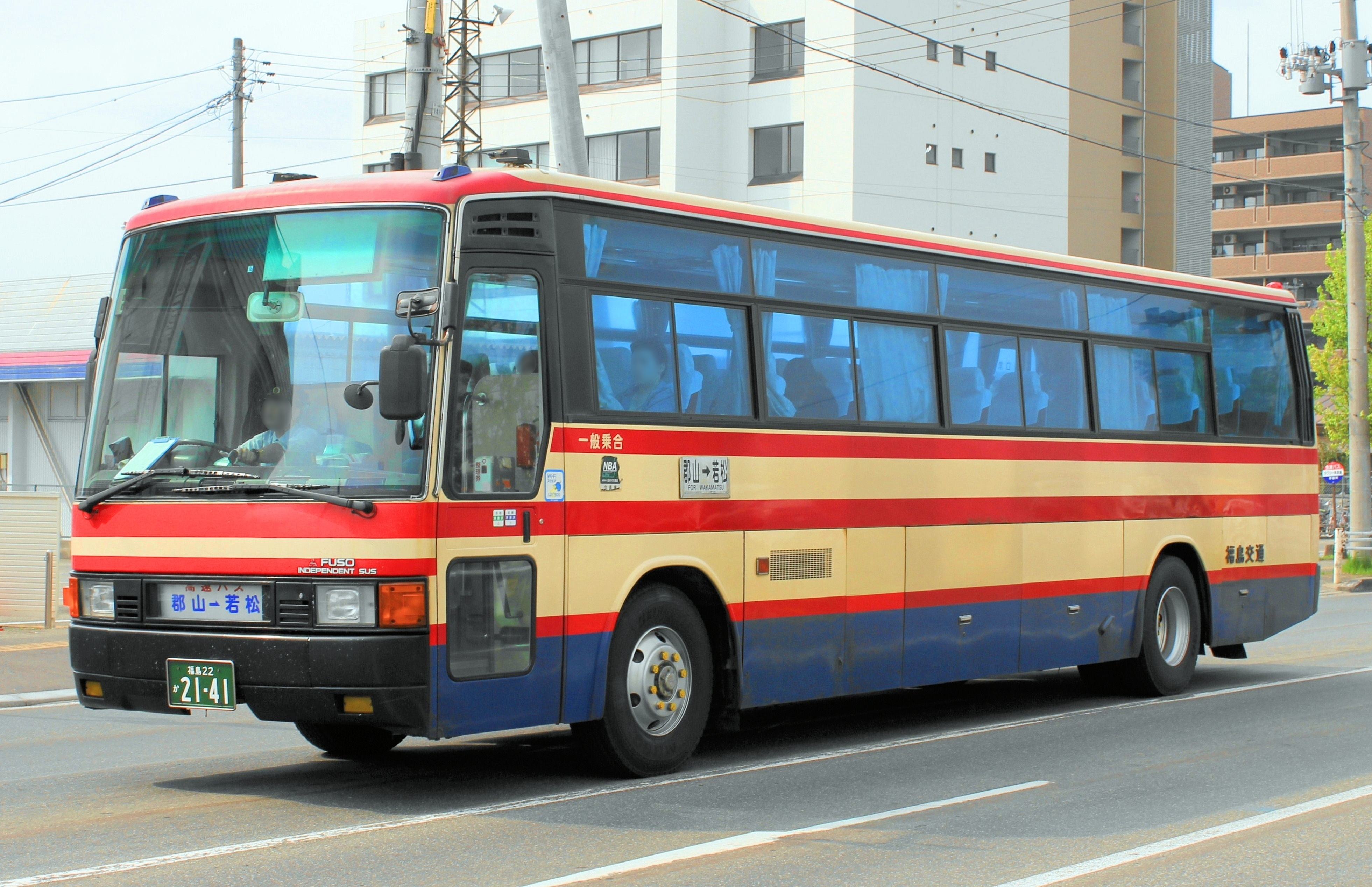
福島交通
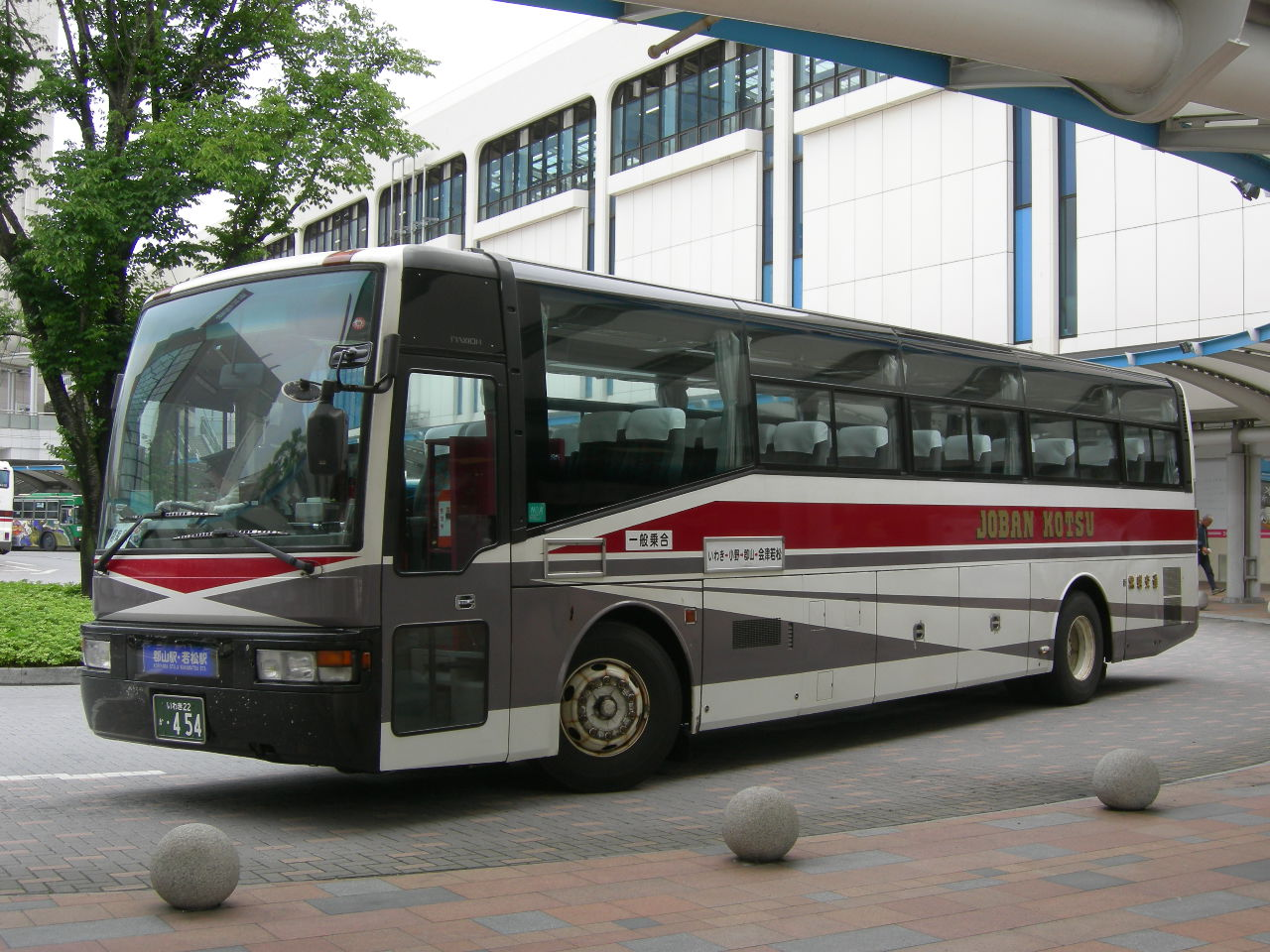
新常磐交通

## 利用状況
| 年度                   | 輸送人員  |
| ---------------------- | --------- |
| 1997年度（平成9年度）  | 185,794人 |
| 1998年度（平成10年度） | 210,073人 |
| 1999年度（平成11年度） | 223,384人 |
| 2000年度（平成12年度） | 319,994人 |
| 2001年度（平成13年度） | 365,157人 |
| 2002年度（平成14年度） | 386,000人 |
| 2003年度（平成15年度） | 383,819人 |
| 2004年度（平成16年度） | 342,322人 |
| 2005年度（平成17年度） | 349,313人 |
| 2006年度（平成18年度） | 348,169人 |
| 2007年度（平成19年度） | -         |

## その他
- 会津若松 - いわき間を通し運行していた当時、福島交通便は郡山駅で乗務員が交替する場合があった。
- 当路線用の定期券が発売されている。ただし、いわき - 若松間通しの定期券の発売は無い。
- 会津若松 - いわき間の前売乗車券および回数券を所持している乗客が郡山駅前で会津若松方面といわき方面を乗り継ぐ場合、乗務員から乗継券の発行を受ける必要がある（現金・キャッシュレス支払いには適用されない）。
- 前身の特急バス時代は、一般道上の主要バス停にも停車していた。
  - 若松駅前 - 下居合 - 強清水 - 長浜 - 野口記念館 - 堅田 - 志田浜 - 熱海営業所[24] - 保険センター - 養護学校前 - 郡山駅前 - 守山 - 谷田川宮下 - 田母神 - 上蓬田 - 国道三坂 - 国道沢渡 - 合戸 - 好間 - 平駅前
- 会津乗合自動車（会津バス）では、若松〜郡山駅間を当路線で乗り継ぎ、夜行高速バスギャラクシー号（運行:福島交通・近鉄バス）および福島・郡山～名古屋線とセットで京都・大阪および名古屋方面へ往復乗車できる企画券を取り扱っている。発売扱い・払い戻しなどは会津バス若松駅前ターミナルのみで取り扱い。繁忙期など利用できない時期が設定されているので、利用時は要確認[25][26]。